# Kuta Kepar (Tigapanah)
Kuta Kepar is een bestuurslaag in het regentschap Karo van de provincie Noord-Sumatra, Indonesië. Kuta Kepar telt 1133 inwoners (volkstelling 2010).